# Reichenhallmuseum

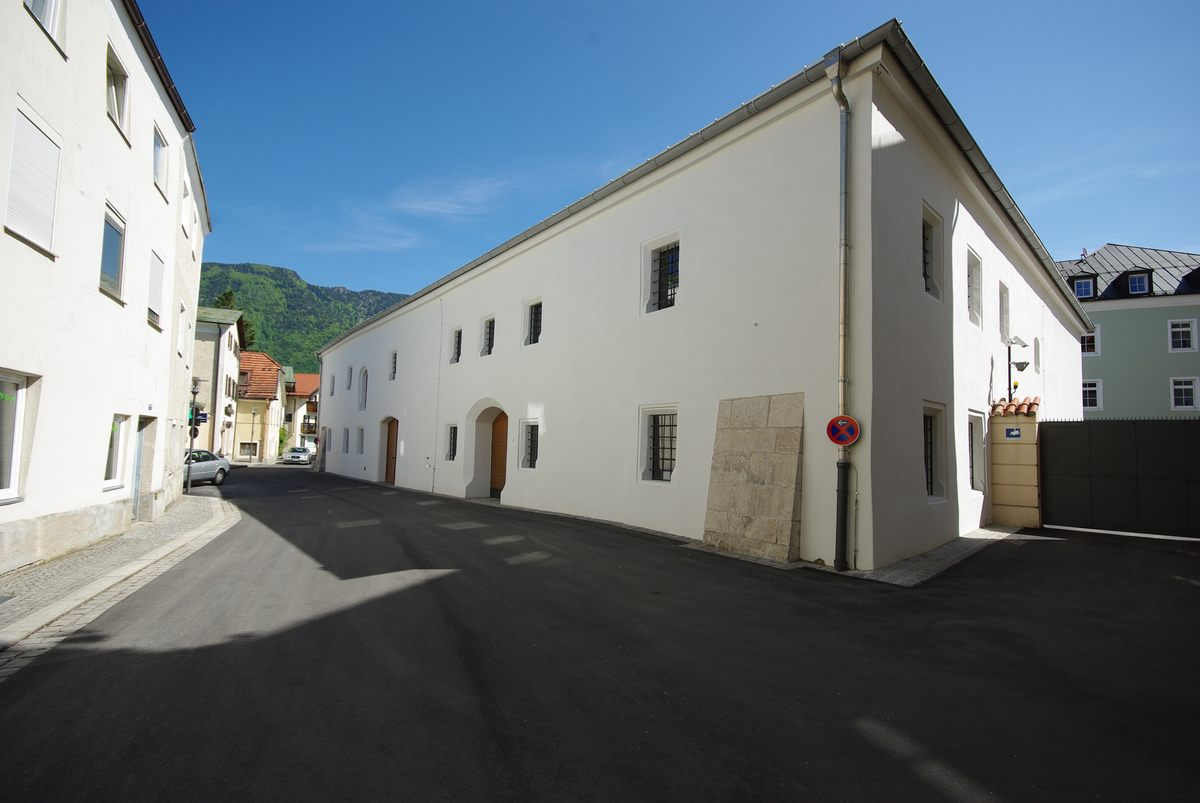
Der Getreidespeicher aus der 1. Hälfte des 16. Jahrhunderts, der mindestens bis ins 14. Jahrhundert zurückreicht, dient heute als Sitz des Heimatmuseums

Das Reichenhallmuseum (Eigenschreibweise ReichenhallMuseum, bis 2019 Städtisches Heimatmuseum Bad Reichenhall) ist das Heimatmuseum der oberbayerischen Stadt Bad Reichenhall. Es ist heute im ehemaligen Getreidestadel der Stadt in der Getreidegasse 4 untergebracht. Dementsprechend finden sich zahlreiche Exponate zur Geschichte der Salzgewinnung. Aber auch Stücke der Linearbandkeramik, aus keltischer und römischer Zeit sowie aus den Bereichen des lokalen Handwerks und der Gewerbe, der Stadtgeschichte sowie der Geologie und Volkskunde bereichern das Haus. Zu den bedeutendsten Exponaten gehören die frühbronzezeitliche Ringbarren-Hortfunde aus dem Pidinger Ortsteil Mauthausen. Sie stellen einen der größten Hortfunde dieser Epoche in ganz Europa dar.
Ursprünglich wurden die Ausstellungsstücke im Alten Rathaus, das nach dem Stadtbrand von 1834 neu errichtet und 1851 fertiggestellt worden war, öffentlich zugänglich gemacht. Von 1900 bis 1908 war die Villa Saxonia Standort des Museums, bis 1938 das Feuerhaus, bis 1944 und dann erneut von 1946 bis 1962 das Alte Rathaus und schließlich seit dem 26. Mai 1967 der Getreidekasten. Das Museum im Getreidekasten wurde 2006 geschlossen und restauriert. Die Wiedereröffnung erfolgte im November 2019.
In der Zeit von 1900 bis 2013 gab es nur fünf Kustoden, nämlich Josef Maurer (bis 1908), Franz Krönner (bis 1938), Fritz Schülein (bis 1962), Fritz Hofmann (1967–2002) und Robert Kern (2003–2013).

## Geschichte

### Anfänge

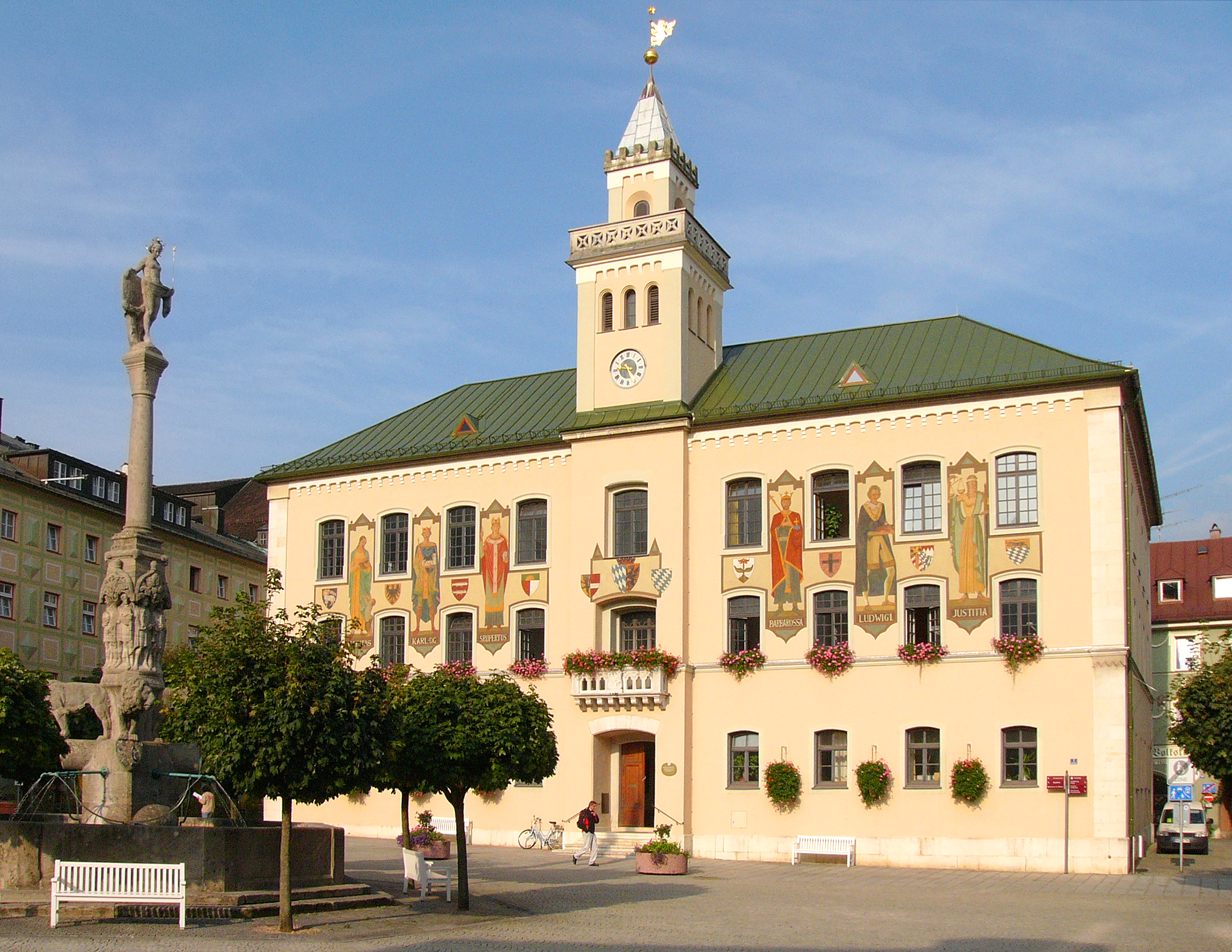
Der ursprüngliche Sitz des Museums war das 1851 fertiggestellte Rathaus

1846 setzte in Reichenhall der Kurbetrieb ein. 1853 sollte ein Museum im seit zwei Jahren fertiggestellten Rathaus entstehen, wobei die Bevölkerung gebeten wurde, „Thiere, Pflanzen oder Mineralien“ zu spenden. Der Apotheker Mathias Mack stiftete seine umfangreiche Sammlung von Mineralien und Versteinerungen für das Museum. Bereits zur Jahreswende 1853/54 konnte eine erste Ausstellung zusammengestellt werden, die im Juni 1854 der Öffentlichkeit zugänglich gemacht wurde. Die Exponate dienten der Unterhaltung des Kurpublikums „theils zur Bequemlichkeit, theils zur Unterhaltung bei ungünstiger Witterung.“ Die Ausstellung bot neben 180 ausgestopften Vögeln, Vierfüßern und Petrefakten vom Untersberg und Achthal verschiedene farbige, polierte Marmorstücke sowie ein „zweigriffiges, fünf Schuh langes Römerschwert“ und ein „durch Form und Composition eigenthümliches römisches Werkzeug“. Geschichte war also keineswegs ein Themenbereich des Museums, sondern ausschließlich Flora, Fauna und Geologie. Dieses erste Museum wurde jedoch bald aufgelöst, so dass ab 1869 keinerlei Erwähnung mehr erfolgte.

### Gründung des Heimatmuseums
1899 gründeten der Bad-Kommissar und Bezirksamtsassessor Alexander Freiherr von Moreau, der königliche Hauptmann Adolf Bühler und weitere Ortshonoratioren den Historischen Verein, der 1900 das Heimatmuseum ins Leben rief. Das Museum wurde am 11. Oktober 1900 im Rückgebäude der „Villa Saxonia“ in der Liebigstraße eröffnet. Im Erdgeschoss befand sich die Sammlung des Historischen Vereins, im ersten Obergeschoss die naturwissenschaftlichen Sammlungen von Felix Wildenhain, der die Räume gegen geringen Mietzins dem Verein überließ. Erster Museumskurator Josef Maurer. Er war um 1890 nach Bad Reichenhall übergesiedelt und hatte 1893 mit archäologischen Grabungen begonnen, vor allem im Langackertal und im Gebiet der vorgeschichtlichen Siedlungsplätze von Karlstein. Von 1900 bis 1908 leitete er das Haus. Er ordnete und erweiterte die Sammlung, es entstand ein 14-seitiger Führer.
Auf Maurer, der zum Landesamt für Denkmalpflege wechselte, folgte der Oberlehrer Franz Krönner, einer der Mitgründer des Historischen Vereins, der jedoch die Position nur notgedrungen übernahm. Er verfolgte weniger archäologische Interessen, obwohl er mit Maurer gegraben hatte, als geologische. 1926 war das Museum bereits seit längerem in das Feuerhaus am Ägidiplatz umgezogen, sein Zustand schlecht. Das galt auch für den Historischen Verein, der mit dem Wissenschaftlichen zum Historischen und wissenschaftlichen Verein fusionierte. Als 1926 im Feuerhaus ein Museumsraum einer Klasse der Mädchenschule Platz machen musste, wurden Teile der Exponate in der Knabenschule an der Heilingbrunnerstraße untergebracht. Die Exponate waren nun an drei Standorten, nämlich im Feuerhaus, im Getreidestadel und auf dem Dachboden des Schulhauses deponiert. Die Zustände waren so erbärmlich, dass 1926 ein Abzug der Exponate aus Reichenhall erwogen wurde. 1938 starb Franz Krömer, ohne dass sich die Stadt auf eine Übernahme der Exponate verständigen konnte.
Ihm folgte Fritz Schülein im Amt, der aus Augsburg stammte und seit 1906 in Reichenhall lebte. Er war mit Josef Maurer befreundet und kannte daher die Notlage des Museums. 1938 erwarb die Stadt alle Exponate. Sie wurden im zweiten Stock des Rathauses zusammengeführt. Bei 41.533 Übernachtungen in Berchtesgaden im Jahr 1939 meldete das Museum 350 Besucher. Die Kreisleitung der NSDAP Berchtesgaden-Laufen sprach noch am 20. Oktober 1944 Fritz Schülein die besondere Anerkennung für den vorbildlichen Aufbau und die Leitung des Heimatmuseums aus. Über Schüleins Haltung zum Nationalsozialismus lässt sich keine Aussage treffen. 1944 beanspruchte die Kreisleitung die Räumlichkeiten des Museums. Schülein rettete unter Einsatz seines Lebens die Sammlung, als am 25. April 1945 bei der Bombardierung der Stadt eine Stabbrandbombe das Dach durchschlug.

### Umzug in den Getreidestadel
Von 1946 bis 1962 leitete Schülein das abermals eröffnete Museum. Ihm folgte der Salinenarbeiter, Stadtrat und Stadtheimatpfleger Fritz Hofmann. Er war einer der Initiatoren zur Gründung des Vereins für Heimatkunde Bad Reichenhall und Umgebung im Jahr 1965. Hofmann war bis 2001 sein 1. Vorsitzender. Der Verein übernahm nunmehr die Leitung des Museums und bestimmte den Kustos. Auf Hofmanns Initiative hin zog die Sammlung vom Alten Rathaus in den denkmalgeschützten Getreidestadel in der Getreidegasse um. Bereits am 26. Mai 1967 konnte das Museum wieder eröffnet werden. Allerdings war nur der Kassenraum beheizbar. Fritz Hofmann leitete das Haus bis zum 31. Dezember 2002. In dieser Zeit baute Hofmann das Museum auf die heutige Größe aus und sammelte in mühevoller Kleinarbeit unzählige Ausstellungsstücke, die heute das Herz der Sammlung bilden.
Sein Nachfolger wurde ab Juni 2003 der Verwaltungsbeamte Robert Kern, langjähriger Schriftführer des Heimatkundevereins. 2005 verzeichnete das Museum 1719 Besucher, davon waren 916 Kurkarteninhaber sowie 219 Kinder und Jugendliche.

### Vorübergehende Schließung und Neukonzeption
2006 war aufgrund der gewaltigen Schneemassen das Dach einsturzgefährdet, die Sammlungen waren von eindringendem Wasser stark gefährdet. Da keine baurechtliche Nutzungsgenehmigung existierte, war der Bestand des Hauses insgesamt nicht mehr gesichert, was angesichts des Einsturzes der örtlichen Eislaufhalle am 2. Januar 2006 mit 15 Toten nicht mehr ignoriert werden konnte. Das Museum mit seinen etwa 10.000 Exponaten wurde geschlossen. Bis Mitte 2008 wurden alle Exponate ausgelagert.
Bei der Restaurierung des Gebäudes stellte sich heraus, dass es über drei Jahrzehnte in der ersten Hälfte des 16. Jahrhunderts entstanden war. Das Fälldatum der Bäume ließ sich auf Winter 1524 bis Sommer 1525 bestimmen. Die Erweiterung des Bauwerks Richtung Nordosten erfolgte im Winter 1551 auf 1552. In das neue Gebäude wurden ältere Teile integriert, die möglicherweise bis in das 13. Jahrhundert zurückreichen, sicher in das 14. Jahrhundert. Damit ist das Gebäude eines der ältesten profanen Bauwerke der Stadt.
In Anpassung an Statik und unveränderliche bauliche und künstlerische Ausstattung wurde ein museologisch fundiertes Konzept vorgelegt. Raum 1 im Erdgeschoss sollte die naturräumliche Entwicklung darbieten, Raum 2 den Übergang zur Kulturlandschaft, Raum 3 den Eingang zum Ostalpenraum. Der Mehrzweckraum dient vor allem Filmvorführungen. Raum 4 im 1. Obergeschoss birgt demnach Objekte der Kelten und Römer, eigentlich jedoch reicht der Zeithorizont von der Jungsteinzeit bis zu den Bajuwaren. Raum 5 (Salinenstadt) zeigt Stücke aus Mittelalter und früher Neuzeit, die Räume 6,1 und 6,2 Volkskultur, sakrale Kunst; schließlich befassen sich die Räume 7,1 und 7,2 mit Reichenhall seit 1846.

### Namensänderung und Wiedereröffnung
Mit einer Stimme Mehrheit beschloss der Stadtrat der Stadt Bad Reichenhall im Mai 2019 die Änderung des Namens des Heimatmuseums in ReichenhallMuseum. Eine Bürgerbeteiligung zur Namensänderung wurde durch den Stadtrat und den Stadtheimatpfleger Johannes Lang abgelehnt. Zur Namensfindung argumentierte Lang, dass mit dem Begriff Heimatmuseum „die Spezies Heimatstube in Verbindung gebracht werde, die vor allem von der Zwischenkriegszeit bis in die 1960er-Jahre in Kleinstädten und Landgemeinden umgesetzt wurde.“ Lang führte zudem aus, dass „das künftige Museum [...] mit dem Vorgängermuseum keine Ähnlichkeit mehr besitzen werde, der gesellschaftliche Wandel auch in der musealen Präsentation zum Ausdruck komme und der Begriff Heimat sehr ambivalent rezipiert werde und sich in starkem Maße zwischen Akzeptanz und Ablehnung bewege.“ Der zwischenzeitlich verwendete Name Stadtmuseum Bad Reichenhall kam ebenfalls nicht in Betracht, da sich ein großer Teil des Museums mit der Zeit vor der Entstehung der Stadt und vor der Verwendung des Zusatzes „Bad“ beschäftigt. Der Name ReichenhallMuseum hingegen verweise auf „Ort, Inhalt und Funktion“ und sei „als Wort-Bild-Marke" gut darstellbar“.
Ab 2011 wurde für die Restaurierung von Exponaten 100.000 Euro investiert, das Budget für die Inneneinrichtung und Neukonzeption erhöhte sich von anfangs 680.000 Euro auf 1,25 Millionen Euro.
Die Wiedereröffnung erfolgte am Wochenende 9. und 10. November 2019. Die neue Ausstellung, die mit Medienstationen und „Graphic Novels“ ausgestattet ist, umfasst 800 Exponate und stellt damit nur einen sehr kleinen Teil der etwa 10000 Exponate aus der Sammlung des Heimatmuseums aus.

## Kritik an der Neuausrichtung
Der ehemalige zweite Vorsitzende des Heimatkundevereins, Fredric Müller-Romminger, kritisierte in einem Leserbrief vom 18. November 2019 deutlich die Neuausrichtung der Ausstellung. Er bemängelte, dass es „ein sehr, sehr teures Museum Neuer Art [...] als Denkmal für Dr. Lang“ sei und „zu Gunsten modernster Technik und großflächiger, Wände füllender Grafiken [...] auf vieles der Reichenhaller Heimatgeschichte bewusst verzichtet“ wurde. Müller-Romminger führt zwar an, dass die „Hofmannsche Sammlung“ des alten Museums ein „überfülltes Sammelsurium“ war, bedauert aber dass wichtige geschichtliche Ereignisse kaum oder gar nicht gezeigt werden. So fehlen Exponate zum Bau der Bahnstrecken Freilassing–Reichenhall bzw. Reichenhall–Berchtesgaden und zum Bau der Kraftwerke. Zum Bau der Predigtstuhlbahn gibt es nur ein Video an einer schlecht einsehbaren Stelle, von den Flugplätzen Mayerhof und an der Obermühle sowie der Gebirgsjägerkaserne gibt es jeweils nur ein Foto. Müller-Romminger kritisiert auch, dass der Luftangriff auf Bad Reichenhall im April 1945, der mit mehr als 200 Todesopfern eins der einschneidendsten Ereignisse der jüngeren Stadtgeschichte ist, nur mit einem schlechten Foto und einem Bombensplitter behandelt wird.